# Oligia decinerea
Oligia decinerea är en fjärilsart som beskrevs av Fletcher 1961. Oligia decinerea ingår i släktet Oligia och familjen nattflyn. Inga underarter finns listade i Catalogue of Life.